# Torre internacional de Teherán
La Torre internacional de Teherán (en persa: برج بین‌المللی تهران) es un edificio de 56 pisos en Teherán, la capital del país asiático de Irán. Es el edificio residencial más alto de Irán. Se encuentra al norte del distrito de Youssef Abad, cerca de las vías expresas de Kurdistán y Resalat. Consiste en unas torres estructurales con paredes de hormigón reforzado, así como una losa de hormigón, y un muro de hormigón a lo largo del ángulo de tres alas de 120 grados con respecto a la otra y paredes diseñadas y construidas perpendiculares a las paredes de la parte principal.